# Un héros très discret
Un héros très discret è un film del 1996 diretto da Jacques Audiard.
È stato presentato in concorso al 49º Festival di Cannes, dove ha ricevuto il premio per la miglior sceneggiatura.

## Riconoscimenti
- Festival di Cannes 1996
  - premio per la miglior sceneggiatura
- Seminci 1996
  - Espiga de plata